# Avstralski teritoriji v Indijskem oceanu
Avstralski teritoriji v Indijskem oceanu je ime upravne enote pod  Ministrstvom za infrastrukturo, transport, razvoj in lokalno vlado, ki je bila ustanovljena leta 1995. Sestavljena je iz dveh skupin otokov v Indijskem oceanu, ki so pod avstralsko oblastjo:
- Božični otok (prebivališče upravnega uslužbenca)
- Kokosovi otoki, otočje kjer ima isti uslužbenec tudi nadzor

Vsako od teh otočji ima svoj okrožni odbor: Krožni odbor Kokosovih otokov in Krožni odbor Božičnega otoka.
Ne vključuje nenaseljenih otokov Ashmore in Cartier.

## Pregledi
Leta 2004 je bil narejen pregled teritorijev.
Leta 2012 je bila upravna enota pregledana z avstralskimi parlamentarnimi obiski.

## Upravni uslužbenci avstralskih teritorijev v Indijskem oceanu
| Št. | Ime                     | Začel mandat     | Končal mandat        |
| --- | ----------------------- | ---------------- | -------------------- |
| 1   | Danny Ambrose Gillespie | 1. julij 1994    | 30. junij 1996       |
| 2   | Ron Harvey              | 1. oktober 1997  | 30. oktober1998      |
| 3   | Bill Taylor             | 4. februar 1999  | 30. julij 2003       |
| 4   | Evan Williams           | 1. november 2003 | 31. oktober 2005     |
| 5   | Neil Lucas              | 30. januar 2006  | 22. februar 2008     |
| 6   | Brian Lacy              | 5. oktober 2009  | 5. oktober 2012      |
| 7   | Jon Stanhope            | 5. oktober 2012  | 5. oktober 2014      |
| 8   | Barry Haase             | 6. oktober 2014  | 4. oktober 2017      |
| 9   | Natasha Griggs          | 5. oktober 2017  | Mandat trenutno teče |

## Vera
- Katoliki so pod vodstvom Rimskokatoliške nadškofije v Perthu,
- 80% prebivalcev Kokosovih otokov je malajskih muslimanov,
- 75% prebivalcev na Božičnem otoku je kitajskih budistov.